# سار دم‌باریک
سار دم‌باریک (نام علمی: Poeoptera lugubris) نام یک گونه از تیره ساران است.